# Джеймс Талмадж
Джеймз Е. Талмадж (21 септември 1862 – 27 юли 1933) роден в Хънгерфорд, Англия е член от Кворума на Дванадесетте Апостоли на Църквата на Исус Христос на светиите от последните дни от 1911 до смъртта си през 1933.